# Solidarity (parti politique irlandais)
Pour les articles homonymes, voir Solidarity et AAA.
Solidarity est un parti politique anti-capitaliste irlandais, lancé en 2014 sous le nom d'Alliance anti-austérité (Anti-Austerity Alliance ou AAA),, avant de prendre son nom actuel en 2017.
Le parti a été créé pour présenter une quarantaine de candidats lors des élections locales de 2014,. Parmi les candidats du parti pour les élections de 2014, il y avait tous les élus sortants du Parti socialiste irlandais ce qui a conduit certains observateurs à affirmer que le parti était juste le paravent du Parti socialiste.
L'Alliance anti-austérité a axé sa campagne électorale de 2014 sur la création d'emplois. Le 8 avril 2014, elle soumet un certain nombre de réformes qui permettrait de créer 150 000 emplois en Irlande.
Paul Murphy du AAA est élu député au Dáil Éireann dans la circonscription de Dublin Sud-Ouest, lors d'une élection législative partielle en octobre 2014.
Le 7 août 2015, le parti a été retiré du registre officiel des partis politiques. Pendant ce temps, le AAA engageait des négociations avec un autre parti anti-capitaliste, le Le Peuple avant le profit en vue de former une coalition. Le 17 septembre 2015, les deux partis s’allient et forment la coalition Solidarité-Le Peuple avant le profit.